# Beno Sudarević
Beno Sudarević (? - 6. rujna 1914.), bio je bio bački hrvatski političar i kulturni radnik. Po struci je bio pravnik. Bio je jednim od vodećih članova Bunjevačko-šokačke stranke i jedan od viđenijih subotičkih odvjetnika.
U javnom društvenom životu se aktivirao još 1894., kad je zajedno s kasnijim kolegama iz Bunjevačko-šokačke stranke utemeljio udrugu bunjevačkih Hrvata Kolo mladeži. Supokretači su bili mladi intelektualci iz Subotice dr Stipan Matijević, dr Vranje Sudarević, Marko Stipić, Andrija Stipić i Pajo Vujković.
Bio je na čelu Bunjevačke stranke, stranke koja je bila osnovana na brzinu uoči samih izbora 1906. godine, 13. lipnja. Zamolili su bilježnika Fabijana Malagurskog neka im bude odvjetnik, Vranju Sudarevića neka bude predsjednik, a sudjelovanje u novoj stranci ponudili su osim to dvoje, odvjetnički pisari Stipan Matijević i Josip Vojnić Hajduk, a osnivačkoj su sjednici nazočili Pajo Kulundžić, Andrija Pletikosić, Staniša Neorčić i drugi. Stranka je pretrpila debakl, a vodstvo je nakon toga preuzeo Benin brat Vranje Sudarević.
Beno Sudarević je redovno surađivao s listom Nevenom.